# 德国邮政
德國郵政DHL集團（德語：Deutsche Post DHL Group；LSE：DPO，FWB：DPW）是德国联邦邮政1995年私有化成立的私有制邮政公司，拆分后的另外两个企业是德国电信和德国邮政银行。为了防止德国联邦邮政拆分后过分市场化带来的弊端，政府成立了“电信及邮政规范化办公室（Regulierungsbehörde für Telekommunikation und Post , RegTP）”（同时也通过《邮政法》），维持并监督在邮政及电信服务领域的合理竞争机制。自此德国邮政通过企业收购（DHL、德国邮政银行及Danzas等）构建起德国邮政国际网。德国邮政当前主要业务有四个方面：邮件、快递、物流和金融。

## 历史

德国邮政使用一个邮号作为标志

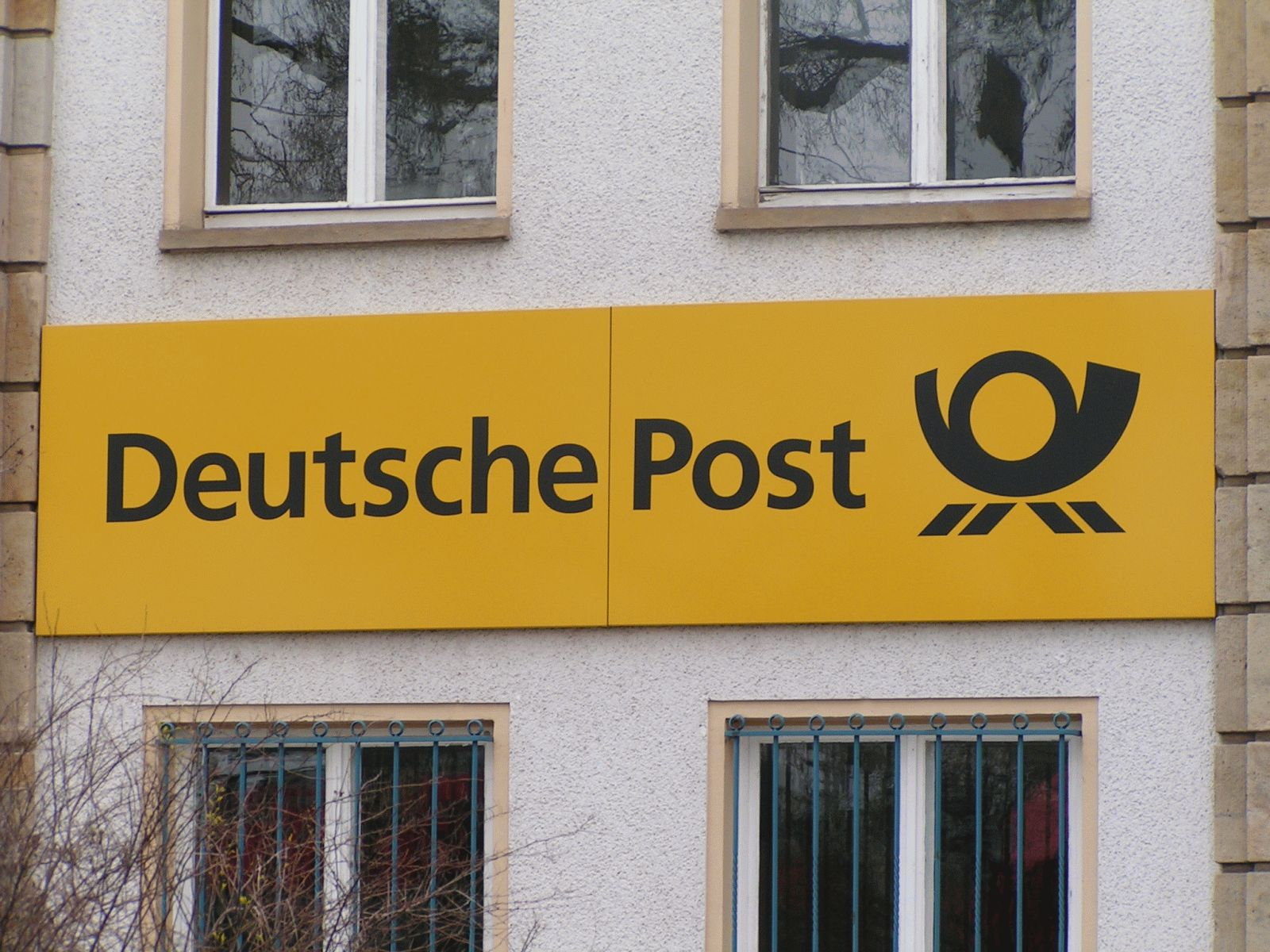
德国邮政的一家邮局

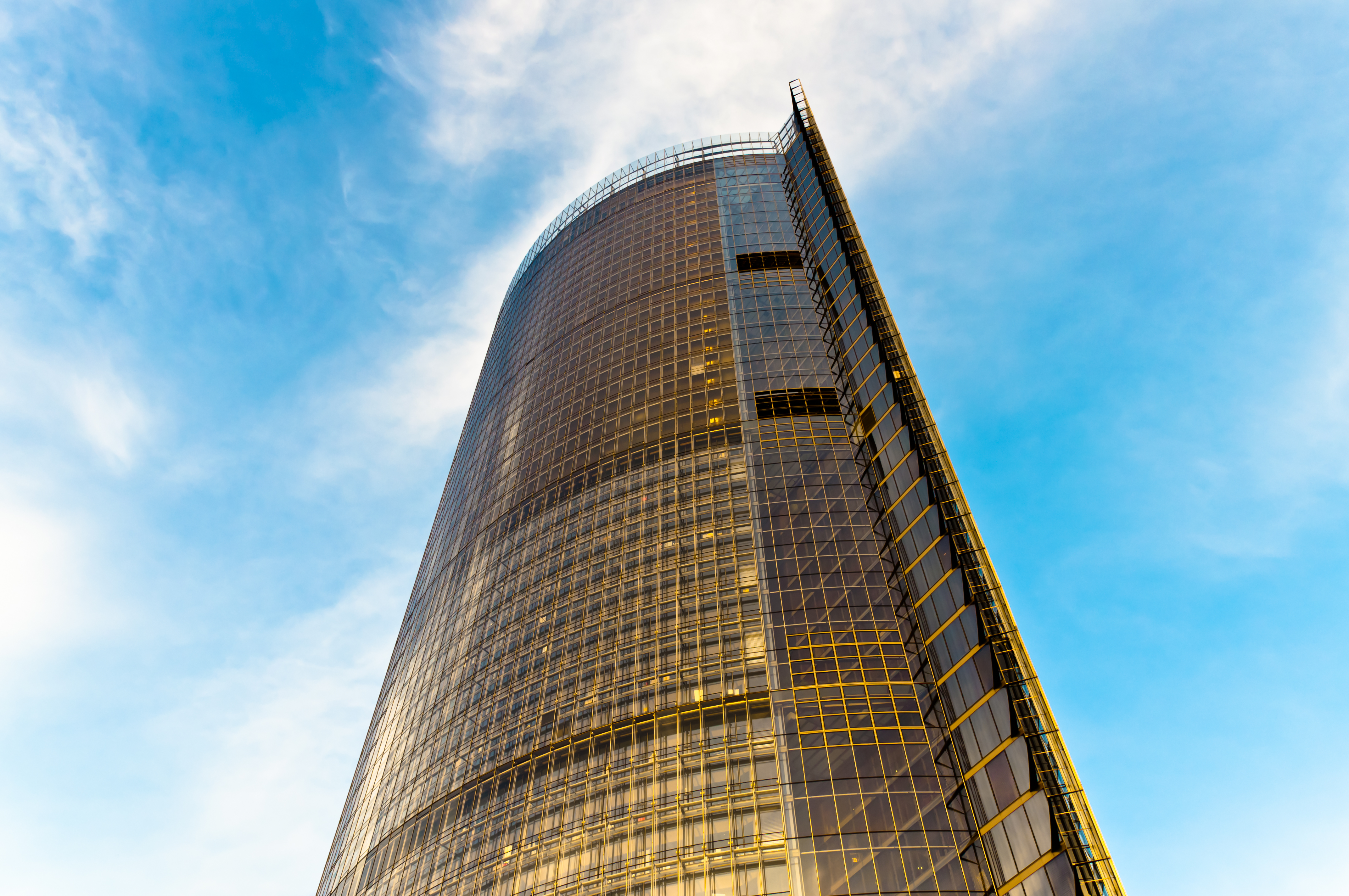
德国邮政大厦

2002起，德国邮政总部位于波恩的德国邮政大厦新的会议中心中。当前CEO是Frank Appel博士。2003年德国邮政收购了杜塞尔多夫私人邮件服务商First Mail全部股份。2005年6月14日重建信贷银行（Kreditanstalt für Wiederaufbau，KfW）又在资本市场上出售了价值20亿欧元的11.4％的德国邮政股份，自此德国邮政的国有资产部分低于50％。2010年收入514億8千萬欧元，盈利25億4千1百万欧元。到2010年德国邮政的网络覆盖220个国家和地区，全球拥有大约42万1270名员工。
2016年9月28日德意志郵政以2.427億英鎊（約24.5億港元）收購英國郵政（UK Mail）。